# Landesverband der historisch-kulturellen Vereine des Saarlandes
Der Landesverband der historisch-kulturellen Vereine des Saarlandes (LHV) ist die Dachorganisation von derzeit 44 Geschichts- und Heimatkundevereinen aus allen Teilen des Landes. Er wurde am 7. November 2004 in Saarbrücken gegründet als Plattform für den Austausch und die Zusammenarbeit unter den Mitgliedsvereinen.

## Aufgaben und Ziele
Der Verein hat zum Ziel, die Arbeit der örtlichen Vereine koordinieren und vernetzen und diesen so wirksam bei der Erforschung und Dokumentation der Landes- und Ortsgeschichte, des Brauchtums, der Mundart und der vorhandenen Denkmäler zu helfen. Mit den zuständigen Fachbehörden des Saarlandes, beispielsweise dem Landesdenkmalamt, dem Landesarchiv, dem Institut für Landeskunde oder den Fachinstituten der Universität, soll gemäß Satzung des Verbandes eng zusammengearbeitet werden. Außerdem sollen Heimatforscher im Entziffern alter Urkunden geschult und bei der Publikation ihrer Forschungsergebnisse, bei Ausstellungen, bei der Einrichtung von Archiven sowie der Presse- und Öffentlichkeitsarbeit unterstützt werden.
In einer einstimmig verabschiedeten Gründungsresolution heißt es, die gemeinsame Arbeit könne weit über den Verband hinaus von großem Nutzen sein, nicht nur um dem Bild des Saarlandes und seiner Bewohner ein paar neue Facetten hinzuzufügen, sondern auch als Grundlage für die Entwicklung moderner touristischer Konzepte.

## Publikationen
Seit Ende 2005 gibt der LHV mit dem Historischen Verein für die Saargegend vierteljährlich das neue historische Magazin „saargeschichte/n“ heraus.
Außerdem beteiligt sich der LHV am Aufbau eines Internet-Portals für Regionalgeschichte, das unter der Leitung des Institut für Geschichtliche Landeskunde an der Universität Mainz entwickelt wird.